# Vriezekoop
Vriezekoop is een buurtschap in de gemeente Kaag en Braassem, in de Nederlandse provincie Zuid-Holland. Het ligt tussen Leimuiden en Bilderdam en telt 150 inwoners.
De naam is als volgt te verklaren: een ‘koop’ was een stuk veen dat iemand mocht ontginnen tegen betaling van een jaarlijks bedrag aan belasting. In 1275 waren Friese kolonisten er al, want in dat jaar werd de naam voor het eerst aangetroffen als "Vriesencop".